# Hipopòtam de Malta
L'hipopòtam de Malta (Hippopotamus melitensis) és una espècie extinta d'hipopotàmid. Va aparèixer després de la crisi de salinitat del Messinià i viure Malta durant el Plistocè. L'absència de depredadors va fer que els hipopòtams patissin nanisme. La majoria de troballes d'aquesta espècie provenen de Għar Dalam, una cova de Malta coneguda pels seus dipòsits de fòssils del Plistocè.